# ريتشارد بودن
ريتشارد بودن (بالإنجليزية: Richard Boden)‏ هو مخرج بريطاني، ولد في 4 يناير 1953.

## وصلات خارجية
- ريتشارد بودن على موقع IMDb (الإنجليزية)
- ريتشارد بودن على موقع قاعدة بيانات الفيلم (الإنجليزية)